# Ovada
Ovada (piemontesisch Ovà, ligurisch Oâ) ist eine Gemeinde in der italienischen Provinz Alessandria (AL), Region Piemont.

## Lage und Einwohner
Die Gemeinde Ovada liegt 35 km südlich von der Provinzhauptstadt Alessandria auf einer Höhe von 186 m über dem Meeresspiegel. Sie liegt genau am Zusammenfluss der Stura in den Orba. Das Gemeindegebiet umfasst eine Fläche von 35,33 km² und hat 10.816 (Stand 31. Dezember 2023) Einwohner. Die Gemeinde besteht aus den Ortsteilen Costa, Gnocchetto, Grillano und San Lorenzo. 
Die Nachbargemeinden sind Belforte Monferrato, Cremolino, Molare, Rocca Grimalda, Rossiglione (GE), Silvano d’Orba, Tagliolo Monferrato und Trisobbio.

### Verkehrsanbindung
Die Autostrada A26 hat bei Ovada eine Ein- und Ausfahrt. Ovada verfügt über zwei Bahnhöfe. Der Hauptbahnhof liegt an der Bahnstrecke Asti–Genua, während der zweite, Ovada Nord, an der Ergänzungsstrecke von Alessandria liegt, die derzeit für den Personenverkehr gesperrt ist. Auf dem Gemeindegebiet gibt es eine dritte Anlage, den Bahnhof Molare, der an der Linie Asti-Genua liegt und die Gemeinde Molare bedient.

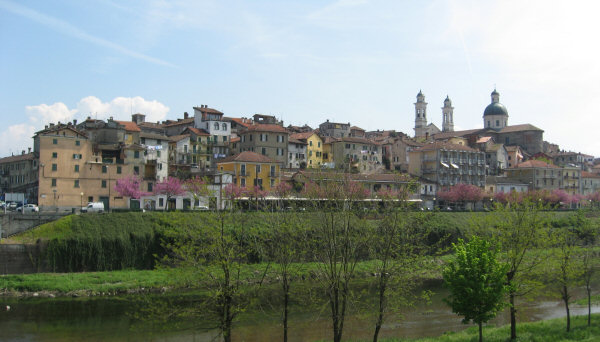
Panorama

## Geschichte

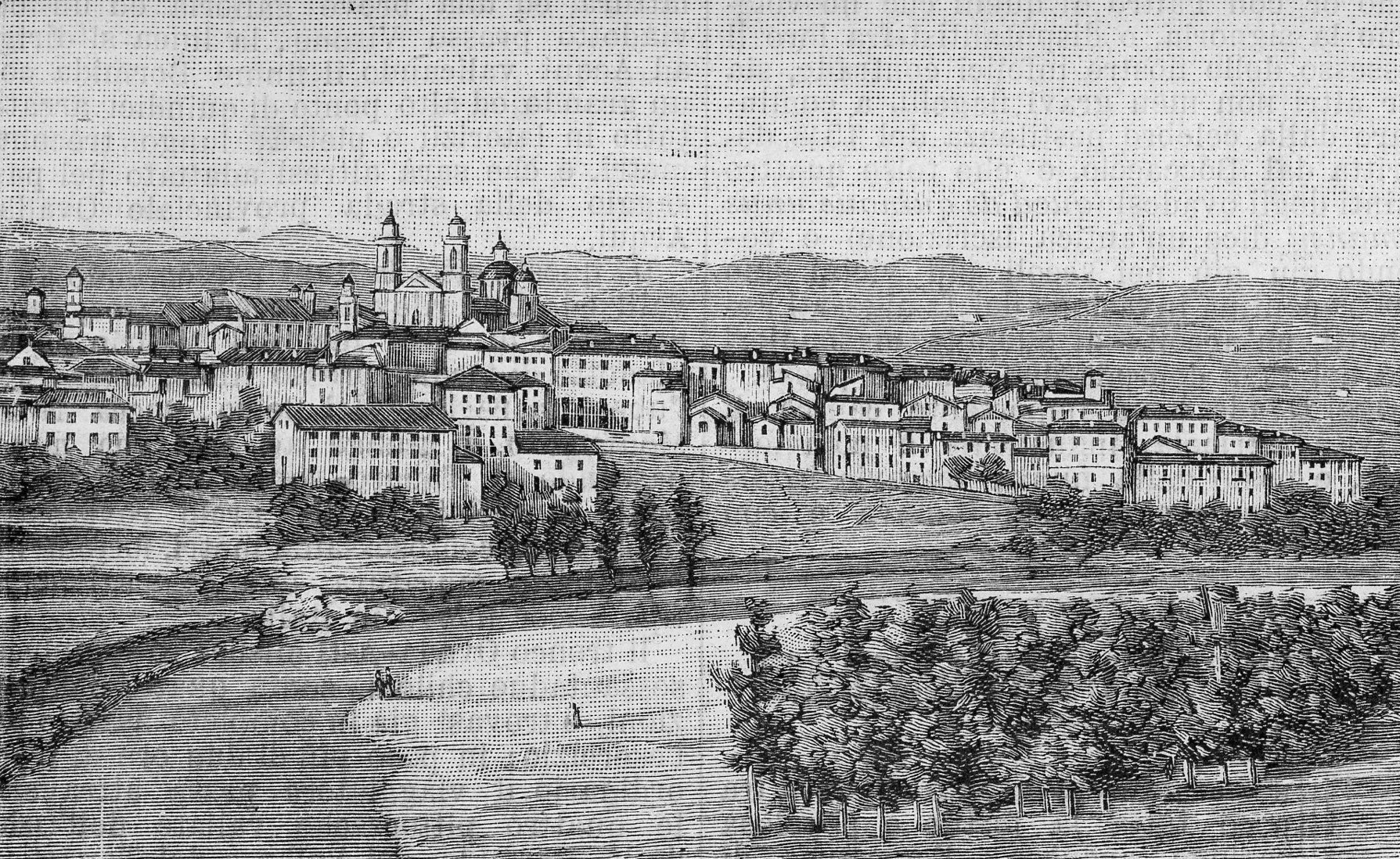
Ovada 1893

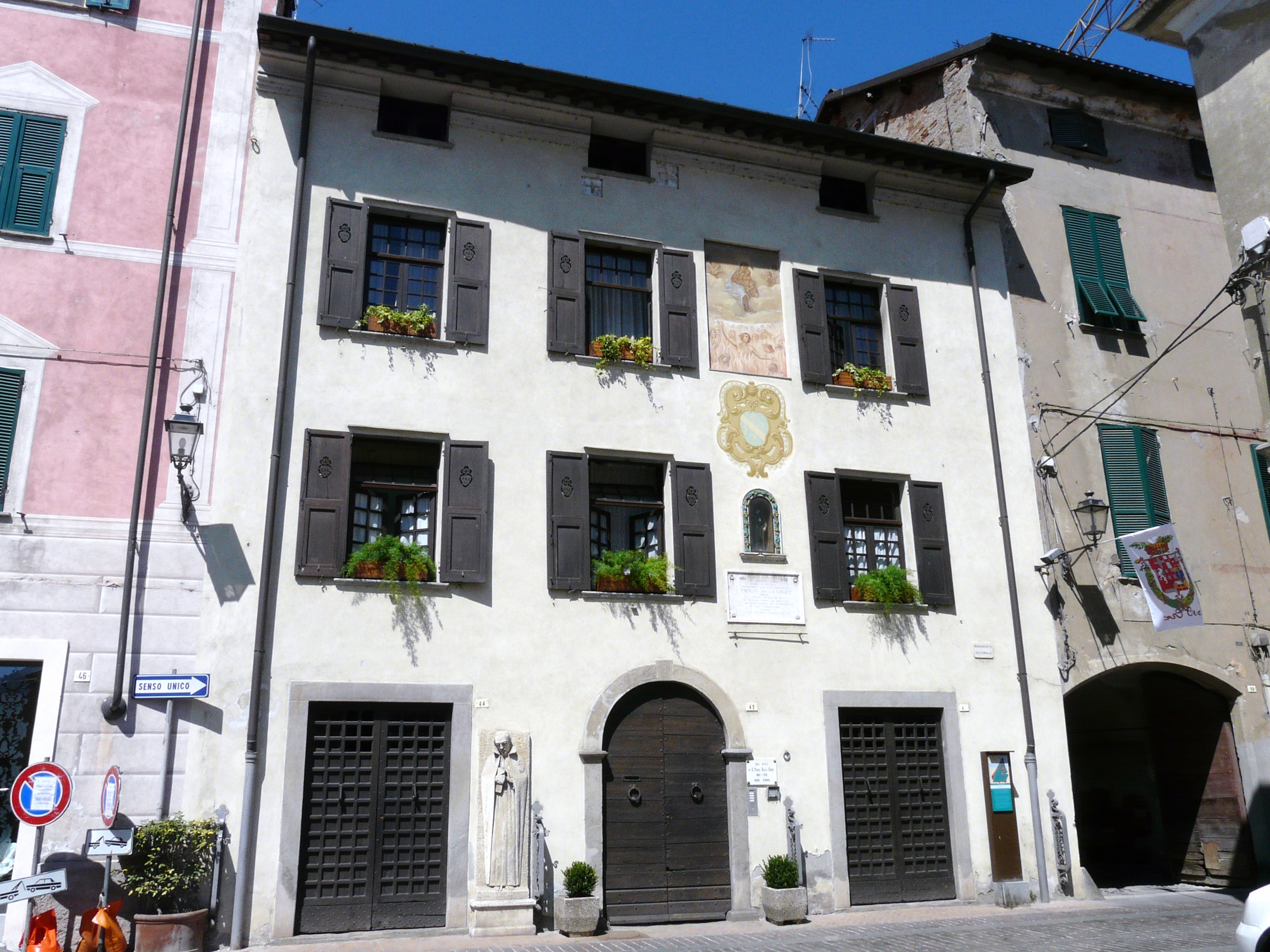
Geburtshaus von Paul vom Kreuz

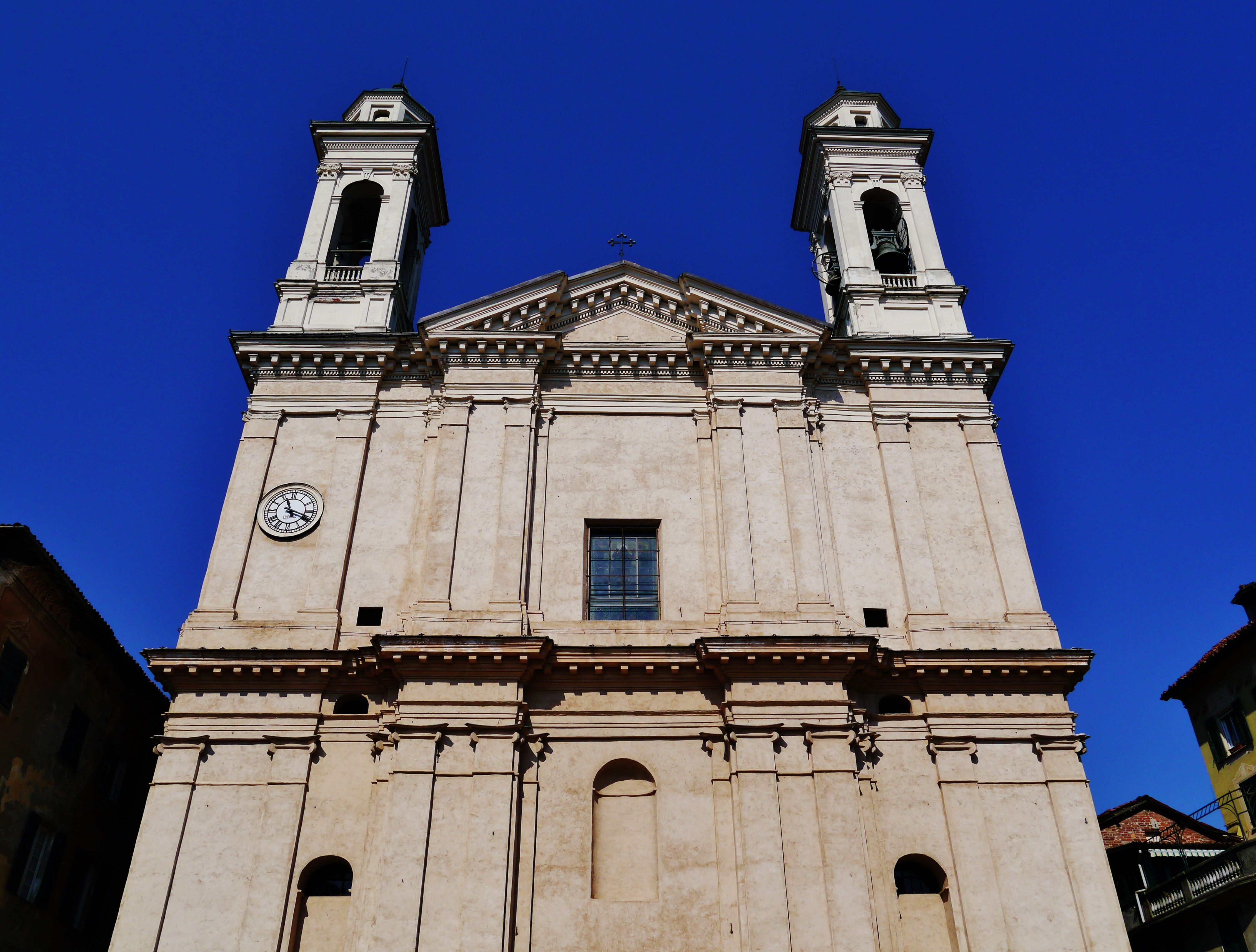
Die Pfarrkirche Mariä Himmelfahrt

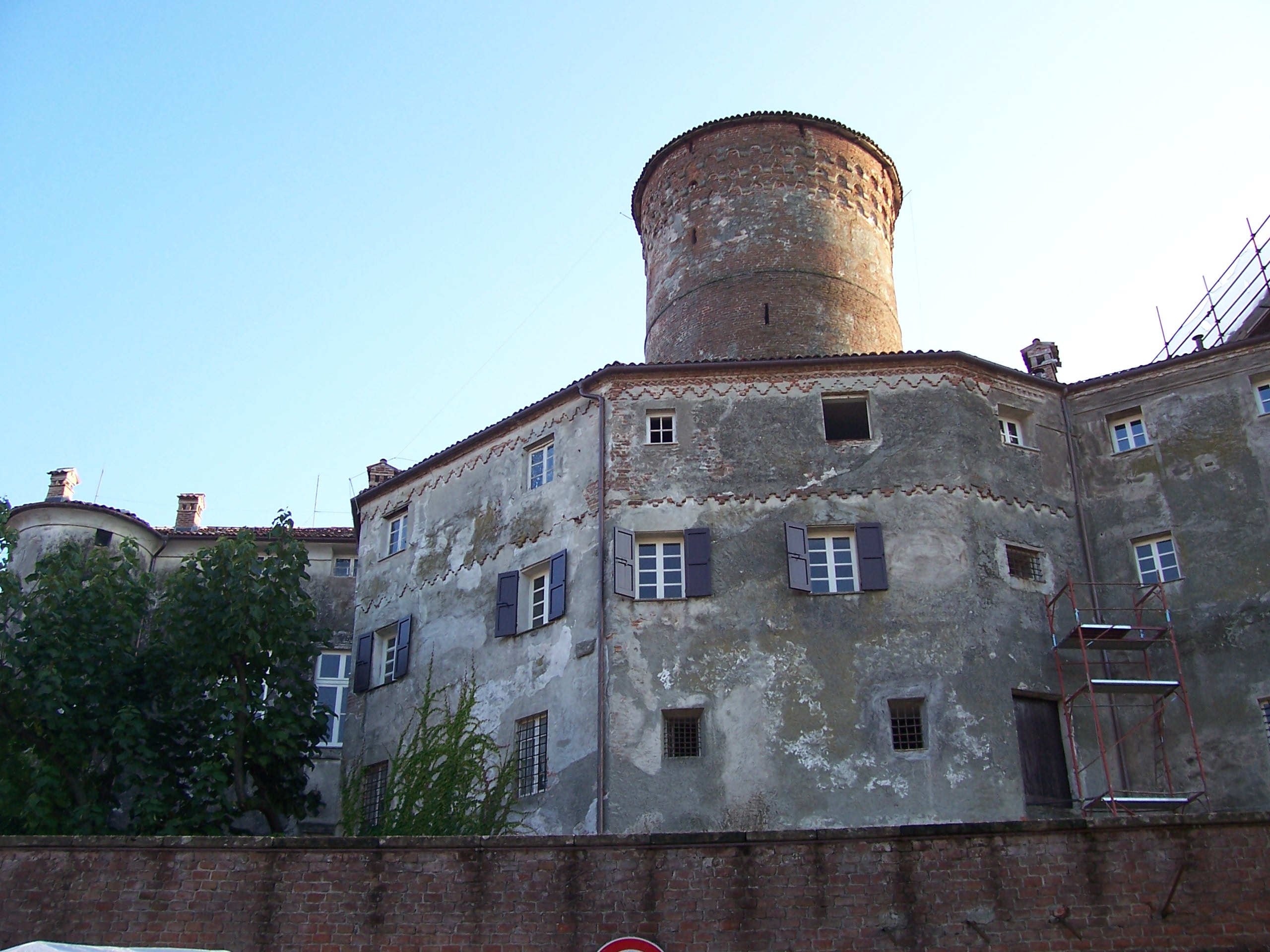
Castello di Rocca

Der Ortsname ist seit dem Mittelalter mit der Form Ovaga bezeugt, was die Hypothese seiner Ableitung von Opaca, dessen Bedeutung „im Norden gelegenes Land“ bedeutet, voll und ganz rechtfertigt. Eine Variante ist „Uada“, eine reine Dialektrekonstruktion. Entstanden ist die Siedlung in der Antike, wahrscheinlich von den keltisch-ligurischen Bevölkerungsgruppen, die ursprünglich in der Gegend lebten. Später wurde es von den Römern besiedelt, die dort ein Castrum errichteten, wie einige Passagen in den Briefen von Decimo Brutus an Cicero belegen.
Die ersten offiziellen Nachrichten stammen jedoch aus dem Jahr 927, als ein Teil seines Territoriums zu den Ländern gehörte, die den ersten Kern der Markgrafschaft Montferrat bildeten. Im Jahr 991 wurde es dem Kloster San Quintino di Spigno zugeteilt und dann in die Markgrafschaft der Del Boscos eingegliedert, die es teilweise an die Gemeinde Genua abtraten. Nachdem sie ihre Belehnung wiedererlangt hatten, belehnten die Del Boscos es an die Familie Malaspina, bei der es bis 1277 blieb, dem Jahr, in dem es erneut Teil der genuesischen Herrschaft wurde. Im 14. Jahrhundert wurde es von einer schweren Pest heimgesucht und anschließend von den Viscontis besetzt, bis es 1355 von Karl IV. an Giovanni del Monferrato übertragen wurde. 1358 musste er es an Genua zurückgeben, das es bis 1447 regierte, ohne ihm irgendwelche Privilegien zu gewähren. Nachdem es ein Lehen der Familie Fregoso und dann der Familien Doria, Adorno und Trotti geworden war, kehrte es wieder unter genuesische Herrschaft zurück, bis es 1815 mit dem Fall der Seerepublik und dem Wiener Kongress unter die Souveränität von Genua überging das Königreich Sardinien.
Von 1881 bis 1953 wurde Ovada auch von der Straßenbahn nach Novi Ligure bedient, die von der Gesellschaft „Ferrovia della Val d'Orba“ betrieben wurde, deren Passagiergebäude auf der Piazza Castello noch vorhanden ist.
Am 13. August 1935 erfasste eine Flutwelle von der Staumauer Alla Sella Zerbino auch die Gemeinde Ovada. Bei dieser Katastrophe kamen mehr als 100 Menschen ums Leben.

## Sehenswürdigkeiten
- Die Kirche Santa Maria delle Grazie.
- Das barocke Oratorium von San Giovanni Battista, bereichert durch ein Fresko von Canepa di Voltri, ein Kruzifix von Domenico da Bissone und eine von Maragliano geschaffene Holzgruppe.
- Das Oratorium der Annunziata.
- Die Pfarrkirche Mariä Himmelfahrt.
- Der Spinola-Palast.

## Persönlichkeiten
- Heiliger Paul vom Kreuz (1694–1775), Mystiker und Ordensgründer
- Giovanni Battista Marenco (1853–1921), Ordenspriester und römisch-katholischer Erzbischof
- Franco Giacchero (1925–2012), Radrennfahrer
- Stefano Farina (1962–2017), Fußballschiedsrichter und Sportfunktionär

## Kulinarische Spezialitäten
In Ovada werden Reben des Dolcetto für den Dolcetto d’Ovada, einen Rotwein mit DOC Status angebaut. Die Beeren der Rebsorten Spätburgunder und/oder Chardonnay dürfen zum Schaumwein Alta Langa verarbeitet werden. Die Sorte Barbera wird zur Erzeugung des Barbera del Monferrato angebaut.